# Little Deuce Coupe
A Little Deuce Coupe a Beach Boys negyedik nagylemeze, s a harmadik 1963-as kiadványa. Az albumot egyetlen nap alatt vették fel, miután 1963 nyarán a Capitol Records Shut Down címmel jelentetett meg egy válogatást autós témájú dalokból, rajta többek közt a Beach Boys "409" és „Shut Down” című számaival – mindezt a zenekar tudta és beleegyezése nélkül. Brian Wilson válaszként sebtében befejezett néhány autós dalt, amelyeken éppen dolgozott (legtöbbjükön a rádiós DJ Roger Christian szövegírói közreműködésével), a zenekar villámgyorsan felvette a nyolc új számot, amelyhez hozzácsaptak négyet ("409", „Shut Down”, „Little Deuce Coupe”, „Our Car Club”) a korábbi albumaikról, és az új LP alig egy hónappal a Surfer Girl kiadása után már a boltok polcain volt.
Noha kockázatos lépés volt néhány héten belül két LP-t is kiadni, a Little Deuce Coupe rendkívül kelendőnek bizonyult, a 4. helyig jutott, és platinalemezzé vált. Mivel az összes szám az autókról szól (leszámítva a Be True To Your School-t, amelyben csupán szó esik az autós cirkálásról), a lemezt sokan a poptörténelem első konceptalbumának tekintik.
A rendkívül gyors felvételi ülés ellenére a lemez produkciója meglepően színvonalas. Brian Wilson dalai és hangszerelési ötletei mind összetettebbé váltak, ezt különösen jól példázzák a "No-Go Showboat" és a "Custom Machine" című dalok.
A lemez felvétele után Wilson új hangszereléssel ismét felvette a "Be True To Your School"-t, s ez a verzió jelent meg kislemezen. Ezzel egy időben készült el a "Little Saint Nick" kislemez is a karácsonyi piacra.
A Little Deuce Coupe az utolsó Beach Boys-album, amelyen közreműködött David Marks. Az alapító tag Alan Jardine a felvételek előtt nem sokkal állandó tagként csatlakozott újra az együtteshez, Marks pedig néhány héttel később távozott.
A lemez megjelenésekor az ország rádiós DJ-i az album promóciós példányához mellékelten kaptak egy autós szlengkifejezéseket magyarázó listát is, hogy tisztában legyenek a szövegekben használt kifejezések értelmével.
A címadó dalban szereplő little deuce coupe valójában egy 1932-es Ford kupé. Ez volt az autós szubkultúra fetisizált járműve, mivel olcsó volt, egyszerű szerkezete miatt pedig könnyedén fel lehetett turbózni.

## Az album dalai
Minden dal Brian Wilson/Roger Christian szerzemény, kivéve ahol jelölve van.
1. "Little Deuce Coupe" – 1:38
  - Szólóvokál: Mike Love
2. "Ballad Of Ole' Betsy" – 2:15
  - Szólóvokál: Brian Wilson
3. "Be True To Your School" (Brian Wilson/Mike Love) – 2:06
  - Szólóvokál: Mike Love
4. "Car Crazy Cutie" – 2:47
  - Szólóvokál: Brian Wilson
5. "Cherry, Cherry Coupe" – 1:47
  - Szólóvokál: Mike Love
6. "409" (Brian Wilson/Mike Love/Gary Usher) – 1:58
  - Szólóvokál: Mike Love
7. "Shut Down" – 1:48
  - Szólóvokál: Mike Love
8. "Spirit Of America" – 2:23
  - Szólóvokál: Brian Wilson
9. "Our Car Club" (Brian Wilson/Mike Love) – 2:21
  - Szólóvokál: Brian Wilson és Mike Love
10. "No-Go Showboat" – 1:54
  - Szólóvokál: Brian Wilson és Mike Love
11. "A Young Man Is Gone" (Bobby Troup, Mike Love) – 2:15
  - Szólóvokál: Brian Wilson, Carl Wilson, Dennis Wilson, Mike Love, David Marks és Alan Jardine
12. "Custom Machine" (Brian Wilson/Mike Love) – 1:38
  - Szólóvokál: Mike Love

### Kislemezek
- "Be True To Your School"/"In My Room" (Capitol 5069), 1963. október 14., US #6 ("In My Room" US #23)
- "Little Saint Nick"/"The Lord's Prayer (Capitol 5096), 1963. december 2. US #3
  - A Little Deuce Coupe jelenleg egy CD-n kapható az All Summer Long-gal, 1963-64-ben felvett, korábban kiadatlan bónuszdalokkal kiegészítve.
  - A Little Deuce Coupe (Capitol (S) T 1998) a 4. helyig jutott az Amerikai Egyesült Államokban, 46 hetet töltött a listán.

## Külső hivatkozások
- A Little Deuce Coupe dalszövegei[halott link]